# هارون دوغان
هارون دوغان (به ترکی استانبولی: Harun Doğan؛ زادهٔ ۱ ژانویه ۱۹۷۶) کشتی‌گیر بازنشستهٔ اهل ترکیه است که در دسته‌های وزنی ۵۷ و ۵۸ کیلوگرم کشتی آزاد رقابت می‌کرد. دوغان برندهٔ یک مدال طلا (۱۹۹۹)، یک نقره (۱۹۹۸) و یک برنز (۱۹۹۵) از مسابقات قهرمان کشتی جهان است و نیز یک مدال طلا (۱۹۹۹) و یک نقره (۱۹۹۶) را از مسابقات قهرمانی کشتی اروپا کسب کرده است. او همچنین برندهٔ مدال طلای بازی‌های مدیترانه‌ای (۱۹۹۷) است. دوغان در قهرمانی جهان سال ۲۰۰۲ نیز برای دومین بار قهرمان جهان شد اما مدال طلای او به دلیل دوپینگ پس‌گرفته‌شد و در سال ۲۰۰۵ به دنبال دومین تست مثبت دوپینگ از سوی آژانس جهانی مبارزه با دوپینگ به طور مادام العمر از شرکت در میادین ورزشی محروم شد.
او رقیب علیرضا دبیر در دو فینال پیاپی قهرمانی کشتی جهان در سال‌های ۱۹۹۸ و ۱۹۹۹ بود و همچنین در المپیک ۱۹۹۶ آتلانتا نیز حضور داشت که به مقام چهارم رسید. آزمایش دوپینگ او برای نخستین بار در قهرمانی کشتی جهان ۲۰۰۲ تهران مثبت شد و ضمن پس گرفتن مدال طلای او از این مسابقات، دو سال از شرکت در مسابقات ورزشی محروم شد. دوغان در قهرمانی کشتی کشور ترکیه سال ۲۰۰۵ نیز با تکرار دوپینگ و استفاده از ماده ممنوعهٔ متنولون-افدرین به صورت مادام العمر از حضور در میادین محروم شد.